# Xã East Hanover, Quận Lebanon, Pennsylvania
Xã East Hanover (tiếng Anh: East Hanover Township) là một xã thuộc quận Lebanon, tiểu bang Pennsylvania, Hoa Kỳ. Năm 2010, dân số của xã này là 2.801 người.